# Olesicampe flavifacies
Olesicampe flavifacies là một loài tò vò trong họ Ichneumonidae.